# Limenitis cayuga
Limenitis cayuga är en fjärilsart som beskrevs av Nakahara 1923. Limenitis cayuga ingår i släktet Limenitis och familjen praktfjärilar. Inga underarter finns listade i Catalogue of Life.